# Дезмонд Майлс
Дезмонд Майлс (англ. Desmond Miles) — персонаж из вселенной Assassin’s Creed. Ассасин, потомок Альтаира ибн Ла-Ахада, Эцио Аудиторе да Фиренце, Эдварда Кенуэя, Радунхагейду. Образом для создания внешности Дезмонда, а также Альтаира, стал канадская модель испанского происхождения — Франциско Рандез.

## Ранние годы
Дезмонд родился в семье ассасинов, в деревне, подобной Масиафу, с населением около тридцати человек. Ему было суждено стать ассасином, однако, его родители запрещали ему когда-либо покидать убежище. В 16 лет он сбежал из дома, желая «повидать мир». Позже он рассказал Люси Стиллман, что не жалеет об этом, потому что то место было больше похоже на тюрьму, чем на убежище.
После побега он скрывался 9 лет. Работал барменом и всё время жил под фальшивыми именами, опасаясь того, что его найдут либо тамплиеры, либо ассасины. Тем не
менее по его отпечаткам пальцев (ему нужно было их сдать для получения водительских прав) «Абстерго» нашли его, похитили и привезли в секретную лабораторию, расположенную в Италии.

## Assassin’s Creed
В сентябре 2012 года Дезмонда с помощью Люси похитила корпорация «Абстерго Индастриз», принадлежащая тамплиерам, в целях эксперимента с Анимусом — устройством, которое считывает воспоминания предков Дезмонда через «генетическую память», расположенную в его ДНК.
Сперва доктор Уоррен Видик пытался вырвать информацию из разума Дезмонда, но его постигла неудача. Дезмонд утверждал, что он простой бармен, однако Видик сказал, что знает о его прошлом, заставляя тем самым его принять то, что он — ассасин. Люси и Видик рассказали Дезмонду, что они пытаются получить доступ к определённому участку памяти, но его подсознание подавляло их попытки. Видик предупредил Дезмонда, что если он откажется им помочь, то они погрузят его в кому, продолжат работу и, по завершении работы, оставят умирать. Недолго думая, Дезмонд соглашается помочь им.
С помощью компьютера Дезмонд многое узнаёт об «Абстерго», как и о своём предшественнике — Объекте 16, который пострадал из-за «эффекта просачивания» из-за долгого пребывания в Анимусе. В конечном итоге с помощью Люси ассасины узнали о похищении Дезмонда и попытались спасти его.
Попытка спасения не удалась. Видик был этому рад и хвастался тем, что это были последние жители деревни, из которой сбежал Дезмонд. Позже Люси успокоила Дезмонда, сказав, что его родители «вероятно, уцелели» и намекнула на то, что она тоже ассасин.
В конце концов Дезмонд достиг цели Видика — узнал местонахождение Частиц Эдема. Руководство «Абстерго» приказало убить ассасина, но Люси спасла его, сказав, что его воспоминания могут ещё понадобиться. После этого Дезмонд обнаруживает у себя способность «Орлиное зрение», полученное от его предка Альтаира с помощью «эффекта просачивания», и видит, что Люси действительно ассасин. Кроме этого он замечает по всей лаборатории зашифрованные кровавые сообщения, оставленные Объектом 16.

## Assassin’s Creed II
Через несколько минут после увиденной Дезмондом картины прибегает Люси в крови, и требует, чтобы Дезмонд залез в Анимус, прежде чем «Абстерго» их обнаружат. Дезмонд, не понимая, что происходит, соглашается и синхронизируется в Анимусе с генетическим совпадением между ним и Объектом 16, которое осталось записано в памяти Анимуса. Внутри он пережил рождение другого своего предка — Эцио Аудиторе. Внезапно его «выкинуло» из машины, и они оба сбежали из Абстерго.
Прибыв в одно из убежищ ассасинов, Дезмонд знакомится с двумя другими ассасинами — Ребеккой Крейн и Шоном Гастингсом, с которыми ранее работала Люси. Люси сказала Дезмонду, что хочет, чтобы он научился навыкам ассасина, и что это может быть достигнуто в считанные дни благодаря «эффекту просачивания». Для этого требовалось пережить воспоминания предка, с которым Дезмонд уже синхронизировался ранее — Эцио Аудиторе. Дезмонд почти сразу согласился, что приятно удивило Люси. Его быстро подключили к Анимусу 2.0, и он начал переживать воспоминания Эцио.
Проведя долгое время в Анимусе, он выходит на тренировку. Дезмонд обучился всем навыкам Эцио, однако его преследуют галлюцинации в виде картин из прошлого. Через несколько дней их находит «Абстерго», и команда сбегает.

## Assassin’s Creed: Brotherhood
Команда прибыла в современный Монтериджони и разбила там лагерь, однако и там Дезмонда снова преследовали галлюцинации. Теперь Дезмонд пользуется Анимусом, чтобы узнать, где Эцио спрятал Яблоко Эдема. Узнав, что артефакт находится в Риме под Колизеем, команда направилась туда. Как только Дезмонд взял в руки Яблоко Эдема, все вокруг замерли, а Яблоко стало управлять Дезмондом. Дезмонд ранил своим скрытым клинком Люси Стиллман в живот, после чего они оба упали на землю.
Дезмонда забирают двое неизвестных, которые снова погружают его в Анимус. После прохождения дополнения «The Da Vinci Disappearance» между этими двумя людьми состоится диалог (в котором выясняется что одного из них зовут Уильям, он же отец Дезмонда), из которого стало ясно, что Дезмонд впал в кому.

## Assassin’s Creed: Revelations
Находясь в коме, он всё ещё находится в Анимусе и попадает из «Белой комнаты» (во всей серии игр в ней происходили загрузки) в «Чёрную комнату» (безопасный для Дезмонда режим Анимуса).
В чёрной комнате Дезмонд встречает Объекта 16. По словам 16-го, его тело «давно съели черви, а разум навсегда заточён в Анимусе». Чтобы выйти из комы и избежать участи 16, Дезмонду необходимо обрести «синхронексус», то есть обрести более сильную связь с предками. Для этого ему необходимо увидеть продолжение и закончить истории Эцио и Альтаира.
В 1511 году Эцио отправляется в Константинополь за ключами библиотеки Масиафа. На каждом ключе записаны воспоминания Альтаира, что как раз сыграло Дезмонду на руку.
После нахождения Эцио пятой печати чёрная комната рушится, так как Анимус принял Дезмонда за вредоносную программу, которую нужно удалить. 16 спасает Дезмонда от удаления, но для этого ему приходится пожертвовать собой.
Дезмонд видит воспоминание Эцио в уже открытой библиотеке Альтаира, там его предок говорит с ним при помощи второго яблока Эдема, а также передаёт ему послание богов, которое он нашёл ещё в 1499 году.
Дезмонд начинает беседу с Юпитером. Тот ему рассказывает о первой цивилизации, о её гибели. Юпитер просит Дезмонда отправиться в их храм, чтобы получить дальнейшие указания.

## Assassin’s Creed III
Дезмонд выходит из комы. Его встречают Ребекка, Шон и его отец Уильям. Дезмонд говорит команде и отцу, что знает что делать. Они приезжают к месту, где раньше был Великий храм Первой цивилизации. По прибытии в Великий Храм, расположенный в нынешних США, он синхронизируется с другим предком, Коннором Кенуэем. В настоящем Шон находит источники энергии, необходимые Храму, чтобы открыть проход. Сначала Дезмонд отправляется на башню в Нью-Йорке, а затем на стадион в Бразилии. И там и там, его преследует Дэниэл Кросс — убийца Абстерго и один из «кротов». Во время осмотра Храма, Юнона рассказывает Дезмонду о событиях, которые привели к первой катастрофе. Во время одной из таких лекций Дезмонд рассказывает, что Люси умерла от его руки, что Яблоко открыло ему, что она была тройным агентом и намеревалась принести Яблоко в Абстерго.
Когда Шон обнаруживает третий элемент, Уильям Майлс решает добыть его сам. Однако вскоре он был схвачен в плен тамплиерами и отправлен в офис Абстерго в Италии. Через видеообращение, доктор Уоррен Видик требует от Дезмонда Яблоко в обмен на жизнь Уильяма. Дезмонд решает спасти отца. Проникнув в лабораторию, где его держали в первой части игры, он снова сталкивается с Кроссом. От неминуемой смерти Дезмонда спасает «эффект просачивания» у Кросса — его разум был повреждён из-за опытов тамплиеров. Дэниэл убегает из комнаты в панике, но Майлс догоняет его и убивает своим скрытым клинком. При помощи Яблока, Дезмонд убивает Доктора Уоррена Видика и спасает отца. С полученной информацией, Дезмонд находит медальон и открывает врата. Там героев встречает Юнона, которая хочет чтобы Дезмонд отдал свою жизнь для спасения мира. Однако, появившаяся Минерва показывает, что, поступая так, он невольно выпустит Юнону, что позволит ей начать завоевание мира. Она объясняет, что Юнона была приговорена давно, во время войны между Первой Цивилизацией и человечеством.
Минерва показывает Дезмонду, что будет если он не «спасёт» мир. Полагая, что мир уцелеет, если поможет Юнона, Дезмонд приказывает другим оставить его. После того, как они уходят, Дезмонд активирует пьедестал, который принимает его жизнь для спасения мира. Мир спасён. В конце появляется Юнона и обращаясь к лежащему Дезмонду, говорит что он получил своё, и теперь настало время ей получить своё, после чего уходит.

## Assassin’s Creed IV: Black Flag
В игре в настоящем времени, Джон даёт аналитику задание извлечь видеозапись с помощью взлома и передать её курьеру. Когда аналитик взламывает компьютер, он смотрит видео, которое является посмертным отчётом Дезмонда. В нём несколько сотрудников Абстерго проникают в Храм и находят тело Дезмонда. Они, исследуя его, обнаруживают, что у него сильно обожжена рука, также они извлекают образцы биоматериала для исследований, укладывают его в пластиковый мешок и вывозят из Храма. Именно так Дезмонд перешёл из стадии «Объект 17» в стадию «Образец 17». Взламывая другие компьютеры в офисе Абстерго, аналитик находит личные фотографии и аудиозаписи с телефона Дезмонда, в которых он делится с отцом воспоминаниями и переживаниями, что помогает нам немного заглянуть в его прошлое и понять его в настоящем.

## Критика
Персонаж получил смешанные отзывы:
- Игровой сайт GamesRadar опубликовал заметку, которая была посвящена исследованию сайта MyVoucherCodes.co.uk, который опросил около 1400 мужчин и около 1000 женщин на предмет их любимого игрового персонажа. При этом мужчины выбирали персонажа женского пола, а женщины — мужского пола. В результате для каждого был составлен рейтинг из десяти самым популярных персонажей. Дезмонд Майлс занял в рейтинге мужских персонажей шестое место[2].
- Дезмонд получил 20 место в рейтинге 30 лучших персонажей десятилетия 2000-х по голосованию журнала Game Informer.[3]
- А PlayStation Universe назвал его одним из худших персонажей в играх для PlayStation 3.[4]